# Joseph Đỗ Mạnh Hùng
Joseph Đỗ Mạnh Hùng (ur. 15 września 1957 w Ho Chi Minh) – wietnamski duchowny rzymskokatolicki, od 2019 biskup Phan Thiết.

## Życiorys
Święcenia prezbiteratu przyjął 30 sierpnia 1990 i został inkardynowany do archidiecezji Ho Chi Minh. Przez wiele lat pracował w archidiecezjalnym seminarium jako wykładowca i ojciec duchowny, a w latach 2011–2014 był jego rektorem. W 2014 mianowany arcybiskupim kanclerzem.
25 czerwca 2016 został mianowany biskupem pomocniczym Ho Chi Minh ze stolicą tytularną Liberalia. Sakry biskupiej udzielił mu 4 sierpnia 2016 abp Paul Bùi Văn Đọc.
3 grudnia 2019 otrzymał nominację na biskupa Phan Thiết.